# Laggiù nella giungla
Laggiù nella giungla è un film italiano del 1988 diretto da Stefano Reali.
La pellicola, che vuole essere un omaggio ai grandi colossal hollywoodiani, racconta in chiave fantastica l'avventura di nove viaggiatori che, pur essendosi persi in Abruzzo, si trovano catapultati nella giungla amazzonica, piena di insidie e pericoli inaspettati.

## Trama
Una foratura blocca una corriera sull'autostrada Roma-L'Aquila proprio su un viadotto: al momento di ripartire, ben nove persone mancano all'appello. L'automezzo, dopo varie proteste da parte degli altri passeggeri, riparte.
Questi nove, che si trovano sulle rive scoscese di un fiume impetuoso sotto il viadotto, nel tentativo di risalire sulla strada e chiedere soccorso si smarriscono stranamente in una foresta tropicale. Alla sorpresa e allo sgomento, si uniscono fame, rischi e paura: ci sono serpenti e ghepardi. Bisogna camminare e dormire tra insidie di ogni sorta. Il gruppo poi riesce a rifocillarsi in una capanna, visibilmente abbandonata da qualcuno molto tempo prima.
Il geografo Kruger, insieme a Farrow, decidono comunque di avanzare, mentre la Emma viene addirittura rapita da un indigeno, corpacciuto e afflitto da un ascesso dentario allo scopo di essere curato: questo indigeno balbetta alcune parole: "polvere gialla". Poiché l'indigeno pare sia stato l'aiutante di un esploratore bianco, è facile pensare all'oro: una piantina sommaria della regione, probabilmente tracciata da costui, oltre che il ritrovamento di alcuni setacci, inducono ad ipotizzare l'esistenza di un giacimento. Alla ricerca del materiale prezioso, il gruppo arriva ad una caverna, contrassegnata sulla mappa da una crocetta, ma non trova che un sacco di polline, il quale, tra l'altro, rivela subito una straordinaria efficacia per ferite e malanni.
Fabbricata una zattera rudimentale e imbarcato il sacco, il gruppo si lancia in acque turbinose, per ricomparire infine sano e salvo sul viadotto, dove una troupe della TV sta intrattenendo i telespettatori sui luoghi della incredibile scomparsa, a fronte della quale ogni ricerca è risultata vana.
Poi arriva la stessa corriera, l'autista si toglie barba e baffi posticci e Kruger riconosce in lui il suo antico maestro, lo scienziato esploratore della giungla. Il polline era stata la prova che le sue intenzioni erano giuste, ma il sacco, che a tutti appariva come una strepitosa e lucrosa promessa, ora non contiene che cenere. Era il polline che creava ricchezza vegetale e vitalità in ogni cosa, oltre che effetti prodigiosi, ma solo nei luoghi in cui un mirabile equilibrio naturale poteva così essere instaurato e conservato.

## Produzione
(Stefano Reali)
Per sua natura, un film d'avventura ambientato in mezzo alla foresta ha costi di produzione notevoli. Dato che però si trattava dell'opera prima del regista, gli venne affidato un budget limitato. Gli sceneggiatori si trovarono quindi a dover apportare cambiamenti alla sceneggiatura, che non furono mai del tutto graditi al regista.

## Riconoscimenti
1988 – David di Donatello
- Candidato come Miglior regista esordiente a Stefano Reali